# ترشکان
ترشکان، روستایی از توابع بخش مرکزی شهرستان مهاباد در استان آذربایجان غربی ایران است.

## جمعیت
این روستا در دهستان مکریان شرقی قرار دارد و براساس سرشماری مرکز آمار ایران در سال ۱۳۹۱، جمعیت آن ۸۷۴ نفر (۱۳۳ خانوار) بوده‌است.